# Économie de Monaco
L'économie de Monaco, comme celle d'autres micro-États, repose sur les activités liées au tourisme mais également sur les activités financières liées à son statut fiscal particulier.

## Économie

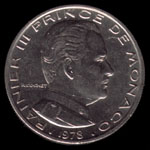
Un franc monégasque de 1978.

Monaco tire la majeure partie de ses revenus de l’industrie, de la TVA française et monégasque, du commerce, des services, du tourisme et de l’hôtellerie ainsi que de l’immobilier qui génèrent environ 40 000 emplois pour un chiffre d’affaires de plus de 11 milliards d’euros. Le tourisme arrive en troisième position dans les sources de revenus et le casino de Monte-Carlo ne participe que pour moins de 4 % au budget de l’État.
Depuis les accords du 18 mai 1963, Monaco et la France forment un ensemble fiscal au regard de la TVA. Monaco collecte sur son territoire la TVA qu'elle verse à la France qui lui rétrocède sa quote-part. Le reversement français revenant à la Principauté est fixé à 108 238 802 euros au titre de l'année 2001. Pour 2007, le budget de l'État monégasque est d'environ 881 millions d'euros. Cela représentait donc environ 18 % du budget de l’État.
À compter du 1er janvier 1999, l’euro est introduit sur le territoire monégasque et, depuis le 1er janvier 2002, les pièces et les billets libellés en euro ont cours légal en Principauté au même titre que les pièces nationales.
Si le principe d’un compte de partage de la TVA est parfaitement justifié dans la mesure où il s’agit de remettre les États dans la situation qui serait la leur s’il y avait eu une frontière fiscale, ses modalités de calcul posent un problème. D'une part le calcul d'origine attribue à Monaco 60 % (coefficient 1,6 de la formule) de rétrocession supplémentaire, d'autre part, la dérive résultant de la formule de calcul conduit la France à reverser à Monaco des montants qui ne traduisent pas la réalité de l’activité économique de la Principauté.
Avec un PIB de 5,85 milliards d'euros pour 37 308 habitants en 2016, le PIB par habitant s'élèverait à 156 000 euros/habitant, mais le gouvernement monégasque intègre dans son calcul les plus de 30 000 travailleurs pendulaires venant de l'étranger tous les jours (France, Italie), et estime donc le PIB/habitant à 72 091 euros.

### Tourisme
La situation géographique de Monaco ainsi que son climat méditerranéen ont fait de la principauté une destination prisée des touristes. Le secteur hôtelier propose plus de 2 800 chambres pour un total de 900 000 nuitées en 2006 (19 % d'Italiens, 18 % de Français, 15 % de Britanniques, 13 % de Nord-Américains, 5 % d’Allemands, 4 % de Russes). Le tourisme a toujours principalement été orienté vers la clientèle de luxe, attirée par les nombreuses manifestations sportives et culturelles et les casinos (dont le Casino de Monte-Carlo) mais le secteur touristique s’est récemment redéployé vers le tourisme d’affaire, de congrès et de séminaires qui représente aujourd’hui 25 % des nuitées.
Le tourisme produit environ 25 % des revenus de la Principauté et le chiffre d’affaires du secteur hôtelier a été de 356 913 168 euros en 2005.

### Industrie
L’industrie représente environ 8 % du PIB de Monaco. Une centaine de petites industries non polluantes et à haute valeur ajoutée emploient environ 3 800 personnes, soit environ 9 % de la population salariée. Les premières entreprises (entreprises industrielles de la Brasserie de Monaco, de la minoterie et de la chocolaterie) ont commencé à s’installer sur le premier terre-plein de Fontvieille, à partir de 1906. Ces entreprises se concentrent principalement sur les 250 000 m2 de terrain gagnés sur la mer lors de la construction du terre-plein de Fontvieille.
Le secteur « chimie-pharmacie-cosmétologie » apparaît comme le plus représenté avec 49,21 % des revenus de l’industrie et 1 200 employés mais les industries de fabrication de matériel électrique et électronique (10,2 % des revenus) ainsi que de transformation de matières plastiques (21,6 %) sont également présentes. L’imprimerie et le cartonnage contribuent également à hauteur de 6 %.
Le nombre d’emplois rapporté à celui des habitants est particulièrement élevé. Les pendulaires/navetteurs sont environ 40 000.

### Immobilier

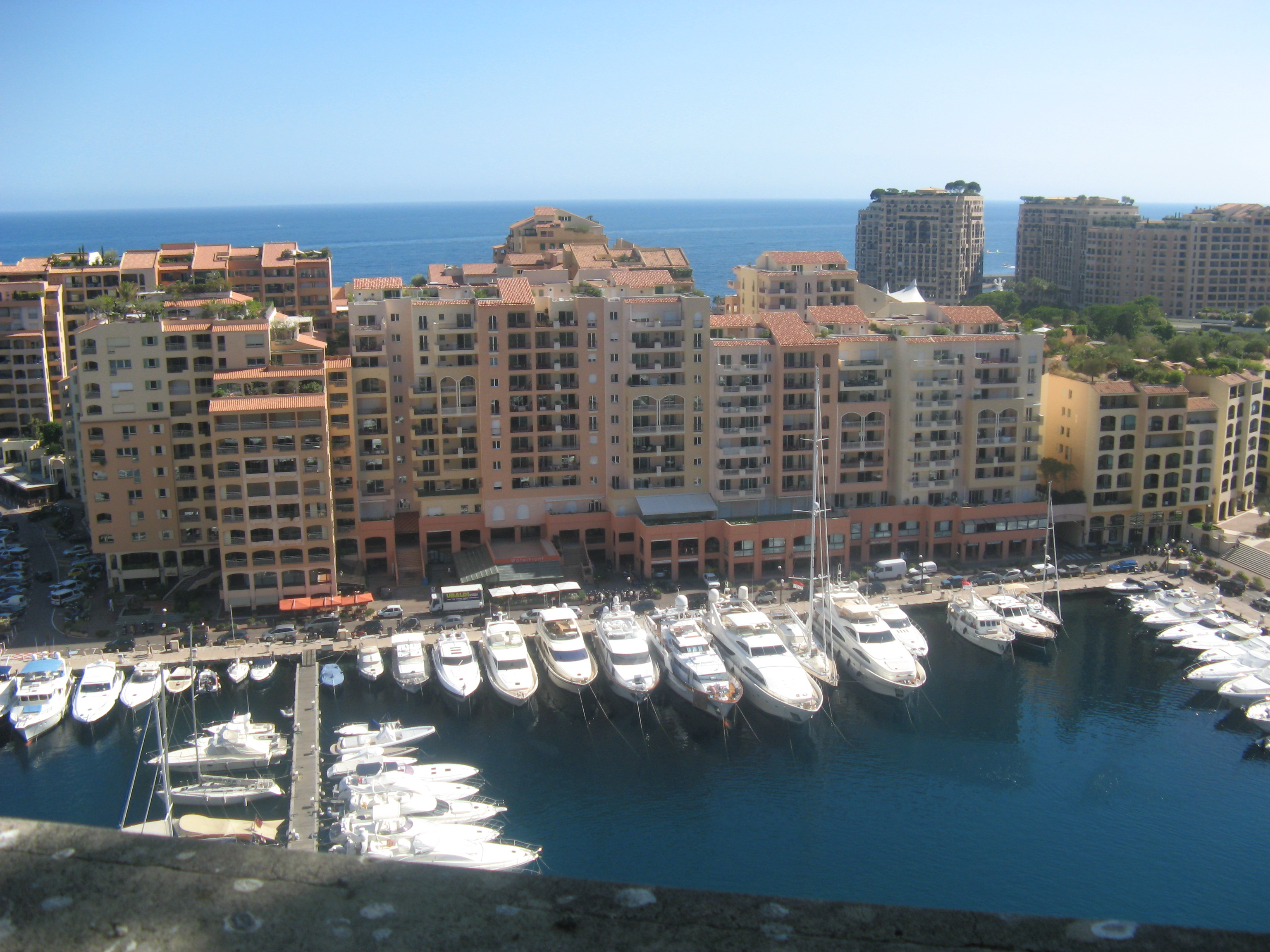
Le quartier de Fontvieille.

D’après le classement du groupe immobilier Knight Frank et de la banque Citi Private Bank, Monaco est la ville la plus chère du monde (devant Londres et Hong-Kong) en ce qui concerne les prix de l’immobilier (près de 70 000 euros par mètre carré dans les quartiers les plus chics, comme le Carré d’Or à Monte-Carlo). Le prix de l'appartement le plus cher au monde qui se situe sur le toit de la tour Odéon s'élève à plus de 300 millions d'euros.
En raison d'un développement économique rapide et des choix urbanistiques du prince Rainier III, de nombreux immeubles de grande hauteur (gratte-ciel) ont vu le jour. Contrairement à beaucoup de villes densément peuplées, les immeubles de grande hauteur à Monaco sont cependant presque exclusivement résidentiels, et non pas à usage commercial. Ils sont principalement l'œuvre des deux familles d'entrepreneurs immobiliers les plus importantes de Monaco, la famille Pastor et la famille Marzocco.

### Lutte contre le blanchiment d'argent
L’Organisation de coopération et de développement économiques (OCDE) émet en 1998 un premier rapport sur les conséquences des systèmes financiers des paradis fiscaux. Monaco n’apparaît pas dans la liste de ces territoires jusqu’en 2004, où l’OCDE s’indigne de la situation monégasque et la dénonce dans son dernier rapport aux côtés — entre autres — de l’Andorre, de la principauté de Liechtenstein, du Liberia, de la République des îles Marshall, soulignant son absence de coopération en matière de partage d’information financière.
En 2000, le Groupe d’action financière sur le blanchiment de capitaux (GAFI) souligne pour Monaco son manque de moyen mis en œuvre. Il sort la principauté de sa liste lors de son rapport de 2005, de même que tous les autres territoires en 2006.
Depuis 2003, le Fonds monétaire international (FMI) identifie Monaco ainsi que 36 autres juridictions comme paradis fiscal.
Le Conseil de l’Europe décide également de publier des rapports où apparaissent les paradis fiscaux nominativement : 22 territoires, dont Monaco, ont donc été évalués entre 1998 et 2000 sur une première phase de tests. Monaco est le seul à ne pas s’être encore soumis à la deuxième phase, initialement prévue entre 2001 et 2003, alors que les 21 autres territoires sont déjà en cours d’achèvement de la troisième et dernière phase prenant place entre 2005 et 2007.
De plus, du fait que la principauté soit enclavée dans le territoire français, l’impact de sa fiscalité et l’utilisation de son système financier à des fins d’évasion fiscale, de fraude fiscale et de blanchiment d'argent, ont plusieurs fois été l’objet de missions réalisées par les parlementaires français. Les rapports de ces missions qui dénoncent unanimement le rôle de la principauté dans la criminalité financière sont alors dénoncés par le pouvoir princier qui y voit des accusations calomnieuses.
Depuis la première évaluation du Conseil de l’Europe en 1998, les autorités monégasques ont apporté plusieurs changements à la législation et aux réglementations afin de renforcer le système fiscal de la principauté.
En 2009, à la suite de la crise des subprimes, l’OCDE demande plus de rigueur dans la fiscalité mondiale.
À la suite de la mise à niveau du droit monégasque en regard des nouvelles règles fiscales internationales, les 24 et 25 septembre 2009, à l'occasion du sommet du Groupe des vingt de Pittsburgh, la principauté de Monaco est reconnue comme pays respectant les normes financières internationales.
Le 2 octobre 2009 le Conseil de l’Europe clôt la procédure de suivi de la principauté et la retire sa liste grise.
En janvier 2023, un rapport du Conseil de l’Europe décrit des dysfonctionnements majeurs dans la lutte contre le blanchiment d’argent à Monaco. Le Groupe d'action financière (GAFI) pourrait mettre le pays en période d’observation. Ce rapport sera soumis à l'assemblée plénière du GAFI le 20 février 2023. Ce rapport a été établi par le Comité d’experts sur l’évaluation des mesures de lutte contre le blanchiment des capitaux et le financement du terrorisme (MONEYVAL) au sein du Conseil de l’Europe. MONEYVAL évalue la conformité des membres du Conseil de l'Europe avec les normes internationales et établit des recommandations à leur destination.